# 维克多·雨果
维克多·马里·雨果（法語：Victor Marie Hugo，1802年2月26日—1885年5月22日），法国浪漫主義文學的代表人物和19世纪前期积极浪漫主义文学运动的领袖，法国文学史上卓越的作家。雨果几乎经历了19世纪法国的所有重大事变。一生创作了众多诗歌、小说、剧本、各种散文和文艺评论及政论文章。代表作有《鐘樓怪人》、《九三年》和《悲惨世界》等。在法国，雨果主要以诗集纪念，如《静观集》和《历代传说》。他创作了4000多幅画，积极参与許多社会运动，如废除死刑。
年轻时，雨果倾向保皇主义，但随着时间推移而改变，成为共和主义的积极推动者；他的作品触及时政、社会和艺术潮流。雨果被葬于巴黎先贤祠。他的遗产被各种方式纪念，包括法国钞票上的肖像。

## 生平

### 早年
1802年2月26日，维克多·雨果出生于法国东部弗朗什-孔泰地区的杜省贝桑松。父親是约瑟夫·莱奥波德·西吉斯贝尔·雨果是拿破仑时期的将军，视拿破仑为英雄；母親是索菲·特雷布谢是位天主教保皇主义者，与反对拿破仑的维克多·拉奥里将军关系密切。雨果是家中的第三个儿子，有兩名兄長亚伯·约瑟夫·雨果（1798–1855），和尤金·雨果。由于雨果父亲是将军，家人不得不常常奔波，其父母更因為兩人的宗教立場不同，短暫分居。雨果10岁時返回巴黎上学，中学毕业入法学院学习，但他的兴趣在于写作，15岁时在法兰西学院的诗歌竞赛会得奖，17岁在“百花诗赛”得第一名，20岁出版诗集《颂诗集》，因歌颂波旁王朝复辟，获路易十八赏赐，在這之后他写了大量异国情调的诗歌。雨果的早期诗赋和小说反映出母亲忠君和敬虔的影响。

### 壯年
然而，波旁王朝和七月王朝都让他感到失望，到法国二月革命爆发后，雨果开始反对天主教保皇教育，转向共和主义和自由思想。他还写过许多诗剧和剧本，几部具有鲜明特色并贯彻其主张的小说。拿破仑三世1851年政变后，雨果决定流亡。离开法国后，雨果于1851年小住布鲁塞尔，随后搬到海峡群岛，先去了泽西（1852–1855）后去根西岛（1855）。在1870年拿破仑三世倒台前他一直住在那里。虽然拿破仑三世在1859年宣布大赦，雨果可以平安回国，但他没有这样做，直到1870年普法战争使得拿破仑三世失势后才回来。

### 晚年

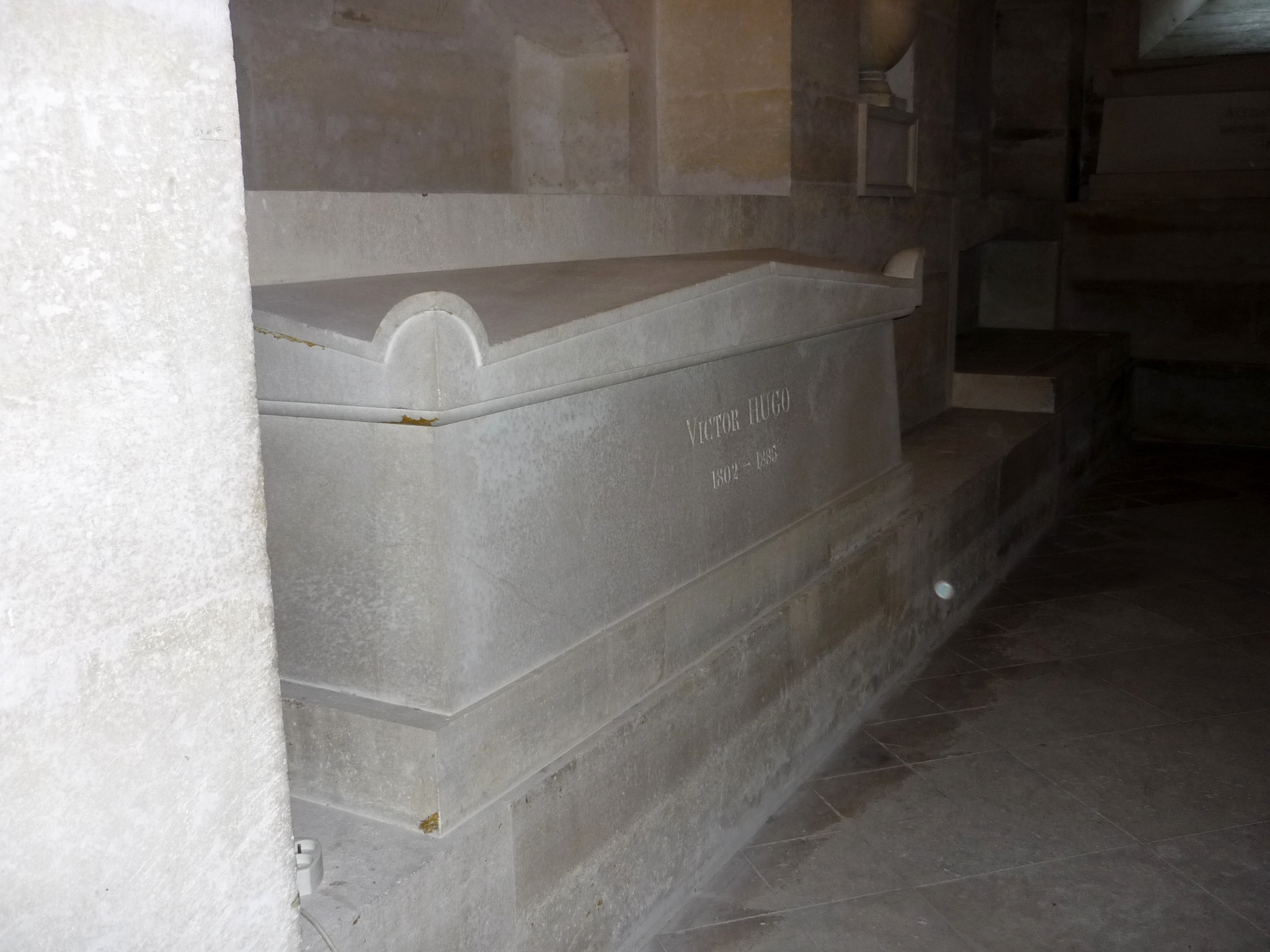
先贤祠维克多·雨果墓

1870年，当雨果回到巴黎时，国家像欢迎英雄一样欢迎他。他自以为会被授予独裁大权，如当时的笔记所写：“独裁是犯罪。这个罪我犯了。”雨果认为自己应该承担责任。虽然人气颇旺，雨果没有入选1872年国民议会。他堅持政治改革，於1876年1月30日被选入新成立的参议院，但这最后的政治事业并不成功。1878年6月27日，雨果轻度中风。1881年2月，在雨果的79岁生日之际，巴黎举行了盛大的庆祝活动。1881年6月25日，庆祝开始。雨果得到了统治瓷瓶，这是传统上的贡品。27日，法国历史上最大的游行之一开始了。盛大的游行队伍从他家所在的街道经过，穿过香榭丽舍大街直到巴黎中心。游行持续了6个小时，有60万他的仰慕者走过他巴黎寓所的窗前。每一分每一秒都是为了雨果。官方导游带着矢车菊，这是《悲惨世界》中芳汀的花。6月28日，巴黎城将埃劳大街改为雨果大街。1885年5月22日，雨果因患肺炎不治，享年83岁。举国悲痛哀悼。
虽然他要求穷人葬礼，但总统儒勒·格雷维在6月1日为雨果举行了国葬，举国致哀，超过两百万人参加了葬礼游行。他的遗体由穷人的灵车拉着缓缓地被运送到了香榭丽舍尽头的凯旋门之下，棺上覆盖着黑纱，被安放在凯旋门下由巴黎歌剧院的设计者夏赫勒·咖赫涅建造的巨大的停灵台上停灵一夜。之后雨果被安葬在先贤祠，与大仲马和左拉同睡。许多法国城镇都有以他命名的街道。

## 作品

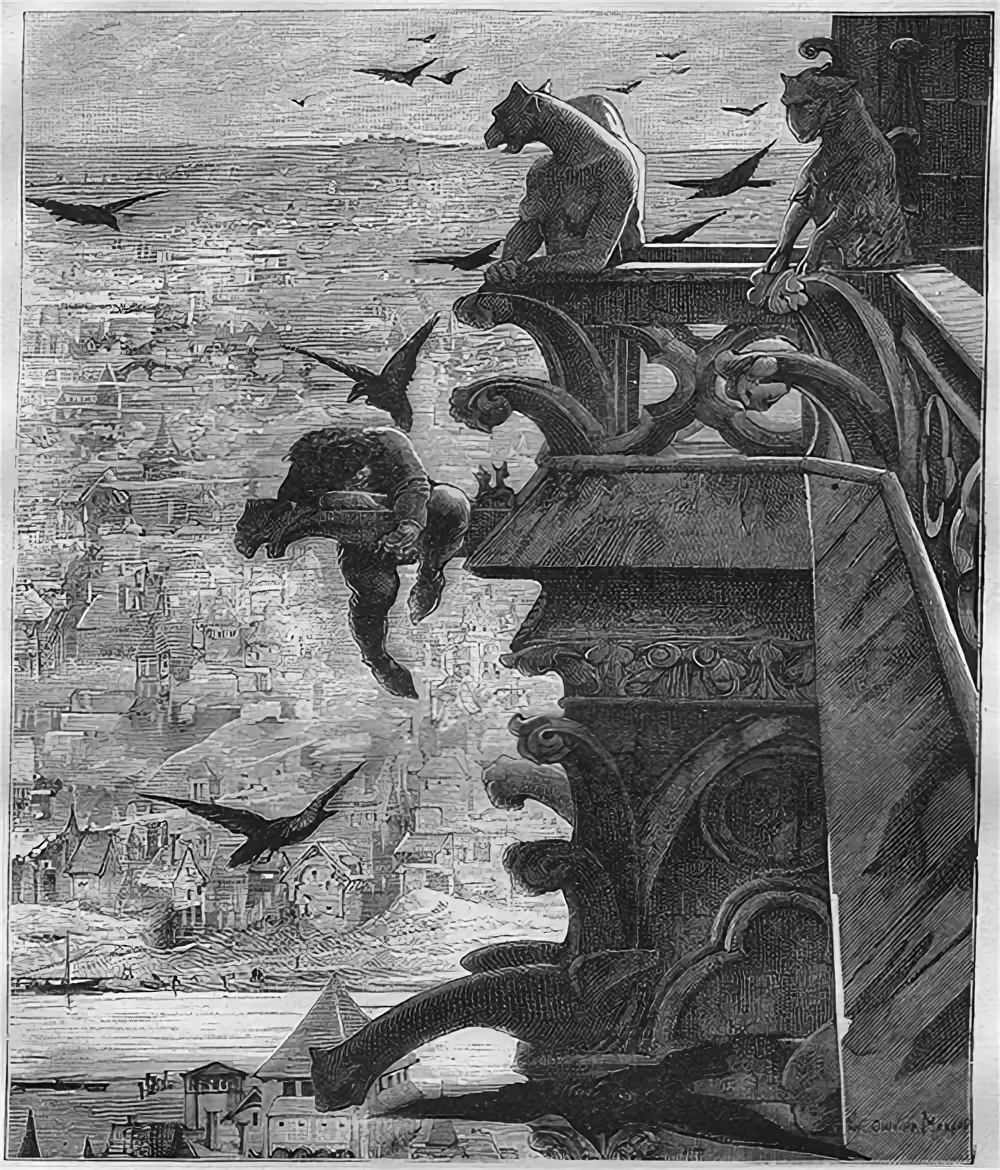
《鐘樓怪人》插图

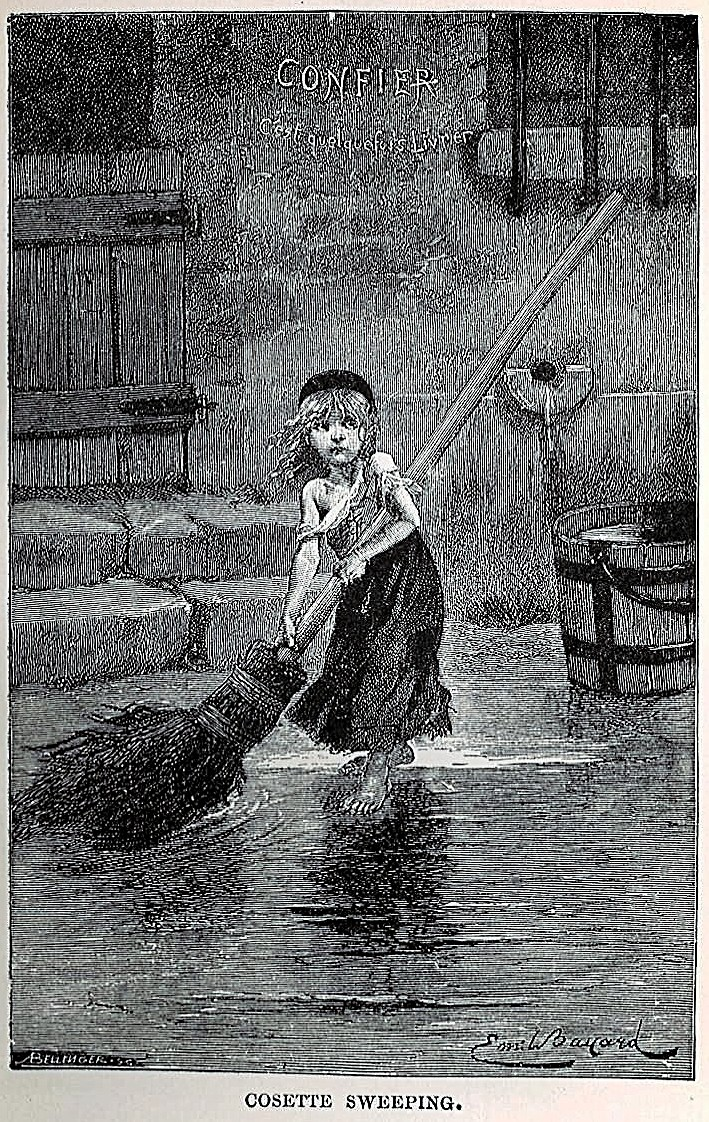
原版《悲惨世界》中的珂赛特，埃米勒·贝亚德绘1862年

在结婚1年后，雨果出版了第1部小说《冰岛凶汉》，3年后出了第2部小说《布格·雅加尔》。在1829到1840年间，他又出了5卷诗集（《东方诗集》、《秋叶集》、《微明之歌》、《心声集》和《光与影》），为他挣得当时最佳哀歌体和抒情体诗人称号。
像那个年代许多年轻作家，雨果深受夏多布里昂影响，夏多布里昂是浪漫主义文学运动著名人物，十九世纪法国杰出的文学家。年轻时，雨果决定成为“夏多布里昂或一无是处”。他的一生与夏多布里昂有许多类似的地方，雨果进一步推动了浪漫主义，参政（主张共和主义）并因此被迫流亡。
雨果早期作品的热情与修辞早熟，为他在年轻时就争得成功和名誉。他第一部诗集《颂诗与杂咏集》于1822年出版，当时他不过20岁，就从路易十八那里争得皇家津贴。虽然，这些诗集因热情和娴熟被喜爱，四年后的《颂诗与歌谣》更显示出雨果是个伟大的诗人，抒情和创意的天才。
维克多·雨果第一部成熟的小说出现在1829年，反应出他敏锐的社会意识，并贯穿日后的作品。《一个死囚的末日》对后来人，如阿尔贝·加缪、查尔斯·狄更斯和费奥多尔·陀思妥耶夫斯基产生深远影响。《缧绁盟心》是部有关真实杀人犯在法国处决的纪实短篇小说，于1834年问世，雨果日后认为这是就社会不公的著作《悲惨世界》的前奏。
因戏剧《克伦威尔》和《艾那尼》，雨果成为浪漫文学运动的领头人物。
小说《鐘樓怪人》于1831年出版，译本很快遍布欧洲。小说的一个效果是令巴黎城窘迫，对年久失修的巴黎聖母主教座堂进行翻修，后者因小说闻名，访客络绎不绝。小说也刺激了对前文艺复兴建筑的再赏识，令其得到积极保护。
早在三十年代，雨果就打算写有关社会苦难和不公的大部头，但《悲惨世界》花了17年才完成，最终于1862年出版。
在早先的一部小说《一个死囚的末日》中雨果描述了土伦苦役犯从监狱裡出來的场景。1839年，他造访土伦苦役犯监狱，做了大量笔记，但在1845年前没有下笔。在有关监狱的一页笔记里，他用大字写了自己的英雄：“JEAN TRÉJEAN”。当故事完成后，Tréjean成了Jean Valjean（冉阿让）。
雨果对小说的质量有自知之明，1862年3月23日在给他出版商艾伯特·拉克鲁瓦的信中，他说：“我确信如果这不是我最佳作品，那也是高峰作品之一。”《悲惨世界》的出版竞价最高。比利时出版商拉克鲁瓦和一反常态在出书前6个月就大幅宣传。最初，小说只出版第一部分（“芳汀”），在多个主要城市同时出售。小说在几个小时内售罄，对法国社会产生极大震撼。
批评界最初对小说充满敌意；依波利特·丹纳觉得小说不诚恳，Jules Barbey d'Aurevilly觉得言辞粗俗，古斯塔夫·福楼拜说他“在书中既找不到真理，亦找不到伟大”，龚古尔兄弟指出小说是“人工”的，夏尔·波德莱尔在报纸上称赞雨果，但在私底下却痛骂此小说为一部“无味和无能”的作品。大众则热烈追捧《悲惨世界》，以至于捧到了国民议会的议题上。今天，小说依然畅销世界，并多次改编，在电影、电视和舞台上演。
据不可靠的传闻，历史上最短的书信是雨果和出版商赫斯特和布莱克特在1862年间的回复。在《悲惨世界》出版时，雨果正在度假。雨果僅以「？」符號打電報給他的英語出版商，以詢問小說的銷情。作為回應，赫斯特和布萊克特僅以「！」符號電告之，表示銷情很好。
1866年，在随后的小说《海上劳工》中，雨果避开了社会政治问题。小说反响良好，可能是因为前作《悲惨世界》成功的原因。雨果在英吉利海峡根西岛流亡15年，为了纪念此事，雨果讲述了一位男子为了博得父爱去营救船只。船只被船长偷走，希望能够带走其中的财富。小说充满了人与人、人与海的争斗，特别是与神秘的海怪，大乌贼的争斗。表面上是个冒险故事，但雨果的一位传记作家称它是“十九世纪的暗喻，技术进步、创造天赋和艰苦劳动克服物质世界的内在邪恶。”
根西语中的乌贼（pieuvre，有時也指章鱼）因本书进入法语。在下一部小说《笑面人》里，雨果重回政治社会问题。小说于1869年出版，对贵族大加批评。小说不如之前的成功，雨果开始承认自己和文学同行，如古斯塔夫·福楼拜、埃米尔·左拉渐行渐远，他们的现实主义和自然主义文学已经超越了他自己的风头。
1874年，最后一部作品《九三年》出版，涉及之前回避的话题：法国大革命时期的恐怖统治。虽然，出版之时雨果的风头正在走下坡路，如今许多人认为《九三年》是他最佳作品之一。

## 政治

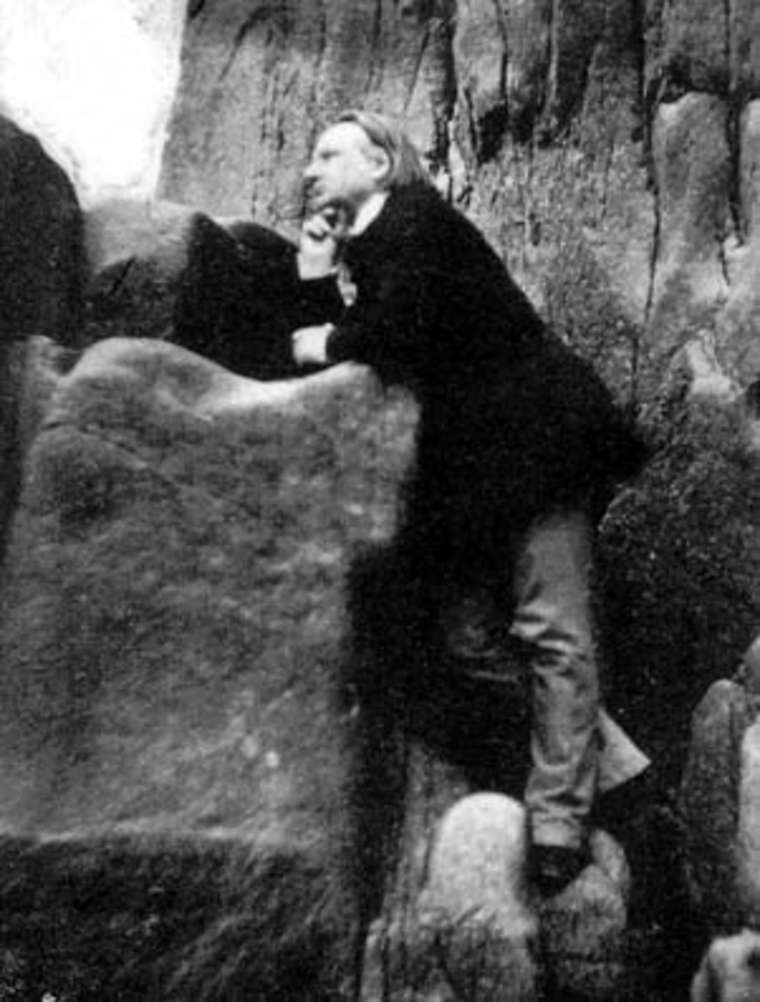
泽西攀岩（1853–55）

1841年，雨果在经历三次失败后终于入选法兰西学术院，巩固了他在法国文艺界的地位。一批法国院士，特别是Victor-Joseph Étienne de Jouy反对“浪漫主义发展”，阻止雨果入选。因此，他更多地参与法国政治。
1845年，雨果被国王路易-菲利普一世封为贵族世卿，进入贵族议员。他发言反对死刑和社会不公，主张出版自由和波兰自治。
1848年二月革命后，雨果被选为法兰西第二共和国国民议会保守派议员。1849年，他超越保守派，发表演说呼吁终止不幸与贫困。其它演说呼吁普选和免费义务教育。雨果对废除死刑的呼吁国际知名。
这些议会演讲可以在《言行录：流亡以前》找到。查《制宪会议1848》标题和之后页面。
当路易·拿破仑于1851年政变登基，制定反议会宪法后，雨果公开宣布拿破仑三世叛国。他流亡布鲁塞尔泽西后，泽西一家报纸批评维多利亚女王，雨果因支持报纸而不得不前往根西圣彼得港的欧特维尔故居（Hauteville House），在那里从1855年10月住到1870年。在流亡中，雨果发表了反对拿破仑三世的著名政治手册《小拿破仑》和《罪恶史》。这些手册在法国被禁，但依然影响巨大。在根西时，他编撰出版了最佳作品，包括《悲惨世界》，诗集《惩罚集》、《静观集》和《历代传说》。《惩罚集》每章配有拿破仑三世的一则施政纲领条文，并加以讽刺，还用拿破仑一世的功绩和拿破仑三世的耻辱对比。
和那个时代的人一样，维克多·雨果支持对非洲殖民。1879年5月18日，他发言称地中海是“终极文明和[…]终极野蛮”的天然分割，并称“上帝把非洲给了欧洲。拿下，”以便教化当地居民。这在某种程度上解释了为什么他重视并参与政治，但在阿尔及利亚问题上出奇地沉默。他知道法军在政府阿尔及利亚期间的暴行，并记录在日记本里，但他从未公开予以谴责。《莱茵河游记》出版于1842年，时值法军登录阿尔及利亚12年后，现代读者可能对第17章结尾的意思感到困惑：“法国在阿尔及利亚缺的就是一点野蛮。土耳其人[...]比我们更会砍头。打击野蛮第一件事不是辩理而是力量。法国缺的英国有；俄国也有。”
值得注意的是在流放之前他从未谴责过奴隶制，在1848年4月27日详细日记里没有发现废奴的半句话。
另一方面，作为作家和议员，维克多·雨果终身为废除死刑奋斗。1829年的《一个死囚的末日》分析了犯人行刑前的煎熬；在1830至1885年的日记《随见录》里，他认为死刑是野蛮的行径；1848年9月15日，在法国二月革命7个月后，他在议会发表演说，称：“你们已经推翻了王座。[…]现在推翻绞刑架吧。”日内瓦、葡萄牙和哥伦比亚宪法废除死刑与雨果的努力有关。他也向贝尼托·胡亚雷斯请求赦免刚刚逮捕的墨西哥皇帝马西米连诺一世，但没有成功。他的全集（由波维尔出版）显示他也向美国政府致函，称为了后者未来的名声，饶约翰·布朗一命，但信件寄到时布朗已经呜呼。

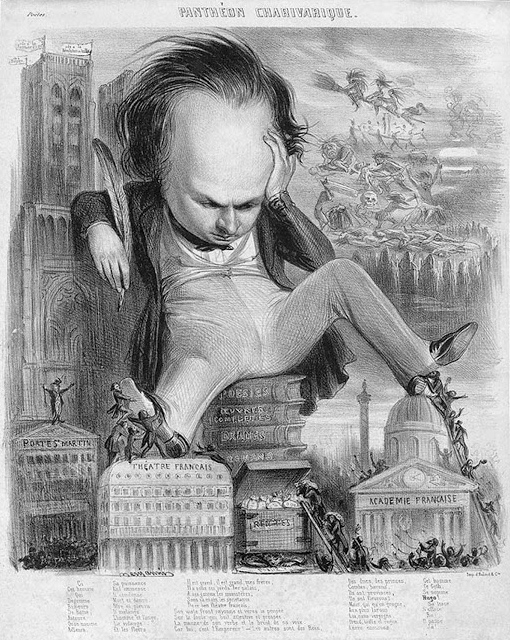
坐在公约上（法兰西学术院和法兰西喜剧院）

虽然拿破仑三世于1859年为所有政治犯大赦，但雨果不愿对政府的批评让步而拒绝接受。1870年法国不流血革命推翻拿破仑三世，法兰西第三共和国建立之后，雨果才于1870年回国，并被选入国民议会。
1870年，普鲁士军队围困巴黎城，当时在城中的雨果不得不吃巴黎动物园给他的食物。随着围城持续，食物变得更加稀缺，在日记里他写道最后不得不“吃莫名的东西”。
1871年3月，巴黎公社起义掌权，5月28日倒台。维克多·雨果强烈谴责双方的暴行。4月9日，他在日记里写道：“简而言之，这个公社是白痴，正如国民议会太残暴一样。两边都荒唐。”不过，他为遭到残酷镇压的公社成员提供支持。自1871年3月22日起，他在布鲁塞尔，他在5月27日比利时报纸《独立报》上谴责政府拒绝为遭到监禁、流放和处决的公社成员提供政治庇护。这导致骚动，一晚，一群约50人的暴徒试图强行进入雨果家，高喊“杀掉雨果！吊死雨果！杀了这个恶棍！”
维克多·雨果称：“欧洲之间的战争是内战”，并积极倡导建立欧罗巴合众国。在1849年巴黎国际和平大会的演讲里，他阐释了这一观点。雨果在1856到1870年间流亡根西。1870年7月14日，他在欧特维尔故居花园里种下“欧罗巴合众国橡树”。
由于雨果关心艺术家权利和版权，他成为国际著作权法学会 创始成员之一，并导致伯尔尼保护文学和艺术作品公约订立。然而，在波维尔出版的文献里，他强烈呼吁：“任何艺术品有两位作者：有模糊感觉的人，解释这些感觉的创作者，以及再次推崇这种解释的人。当一位作者去世后，版权应该完全归还对方，即人民。”

## 音乐

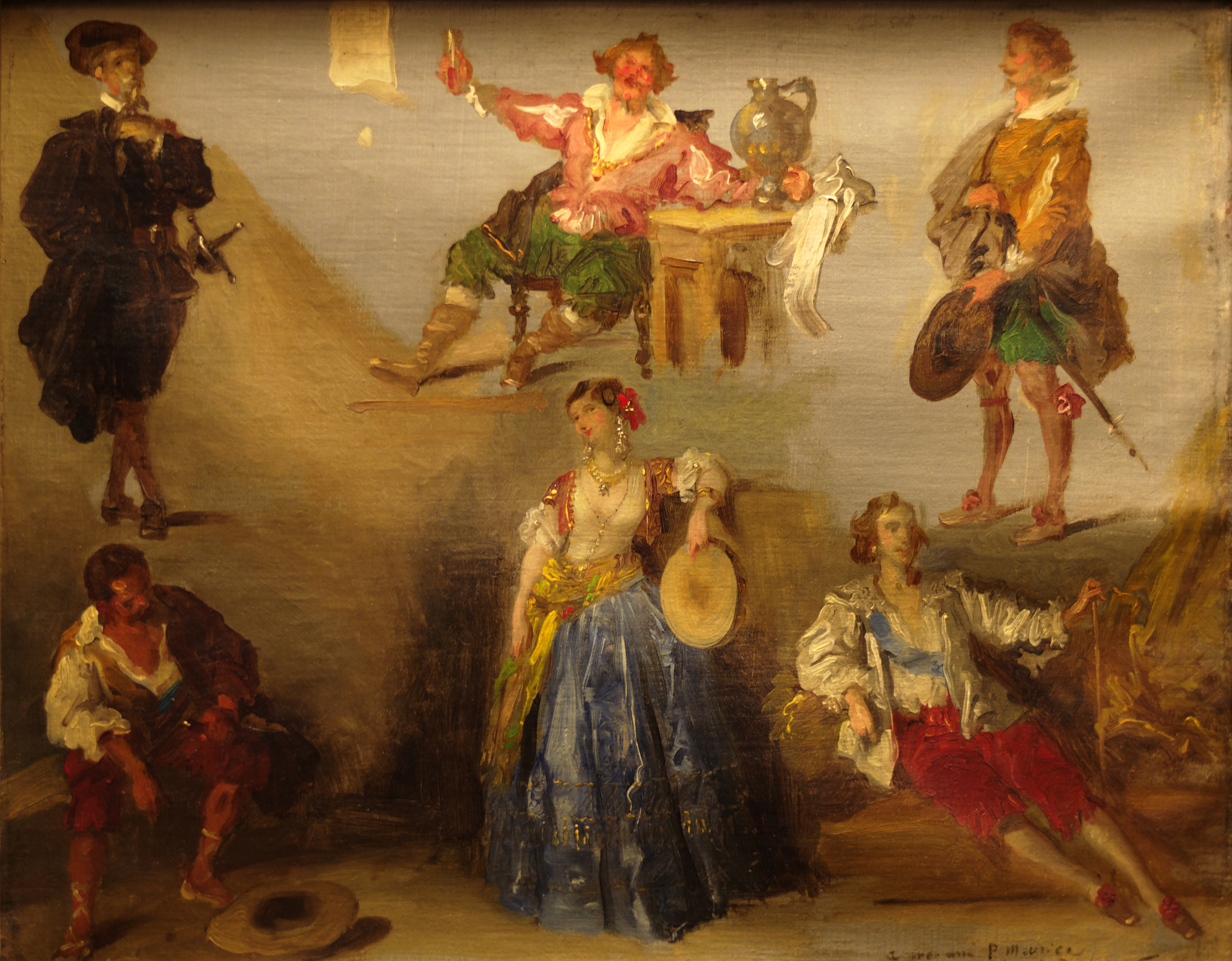
笔下六人物，第戎美术馆藏

虽然雨果博才多艺，但音乐方面平平，不过他的作品为十九和二十世纪作曲家提供灵感，对音乐节产生重大影响。雨果自己特别喜欢克里斯托夫·格鲁克和卡尔·韦伯的音乐。在《悲惨世界》里，他在韦伯的《歐良泰》里称亨茨曼合唱“大概是谱写出来的最美妙的音乐”。他也非常喜欢贝多芬，并且在当时不寻常地欣赏上一世纪的作曲家，如乔瓦尼·帕莱斯特里纳和克劳迪奥·蒙特威尔第。
十九世纪两位著名的音乐家埃克托·柏辽兹和李斯特·费伦茨是雨果的好友。李斯特在雨果家里演奏贝多芬，雨果在给朋友的信中开玩笑说上了李斯特的钢琴课，他能用一根手指在琴上弹自己最喜欢的曲子。雨果也与作曲家路易丝-安热莉克·贝尔坦合作，根据《鐘樓怪人》主人公编写1836年剧本《埃斯梅拉达》虽然出于种种原因，歌剧演了5次就没有继续下去，对当时的情况人们知之甚少，但现在得到复兴。
另一方面，他看不上理查德·瓦格纳，说他是：“愚钝的才子”。
从十九世纪至今，超过1000部音乐作品从雨果那里获得灵感。特别是雨果的戏剧离开古典、偏好浪漫，吸引了许多作曲家改编歌剧。超过100部歌剧源自雨果的作品，如葛塔诺·多尼采蒂的《鲁克蕾齐亚·波吉亚》（1833年），朱塞佩·威尔第的弄臣（1851年）和《埃尔纳尼》（1844年），阿米尔卡雷·庞开利的《乔康达》（1876年）。
和戏剧一样，雨果的小说也成为作曲家的重要参考，推动他们创作歌剧、芭蕾舞及音乐戏剧如《鐘樓怪人》和《悲惨世界》，后者成为伦敦西区上映最长的音乐剧。另外，雨果诗歌朗朗上口，也为音乐家所爱，许多歌曲也源自那里，如柏辽兹、乔治·比才、加布里埃尔·福莱、弗兰克、爱德华·拉罗、李斯特·费伦茨、儒勒·马斯内、卡米尔·圣桑、谢尔盖·拉赫玛尼诺夫和理查德·瓦格纳的作品等。
今天，雨果的作品依然帮助音乐家进行创作。在根西，每两年的维克多·雨果国际音乐节吸引大量音乐家和作品。值得注意的是，不单单是雨果的文学作品成为音乐创作的灵感，他的政治文献也受到音乐家的重视。

## 绘画
雨果创作了4,000多幅画。最开始不过是个兴趣爱好，在流亡前不久他停止写作，专心从政时，花了更多功夫在绘画上。在1848至1851年间，绘画成为他唯一的创作发泄。
雨果只在纸上小幅绘画；通常用深棕或黑墨笔画，有时也上白色，但很少用彩色。现存的作品娴熟的令人吃惊，在风格和处理上很“现代化”，预示了超现实主义和抽象表现主义的实验技巧。
雨果喜欢用孩子的模板、墨水、胶泥、染色剂、花边、折叠、研磨等，常常用火柴棒炭笔或自己的手指画，而不是用笔或刷子。有时他甚至会用咖啡或烟灰来取得想要的效果。据说，雨果常用左手绘画，不看纸面，会在唯灵论降神会上用潜意识绘画。这一概念日后被西格蒙德·弗洛伊德推广。
雨果没有把作品公布，害怕影响他的文学作品。不过，他喜欢给亲朋好友看，在政治流亡期间常用装饰绚烂的手绘卡片当礼物赠与访客。他的一些作品被当时的艺术家赏识，如文森特·梵高和欧仁·德拉克罗瓦；后者称如果雨果改行当画家，定会卓越出众。

## 妻子與情人

### 妻子

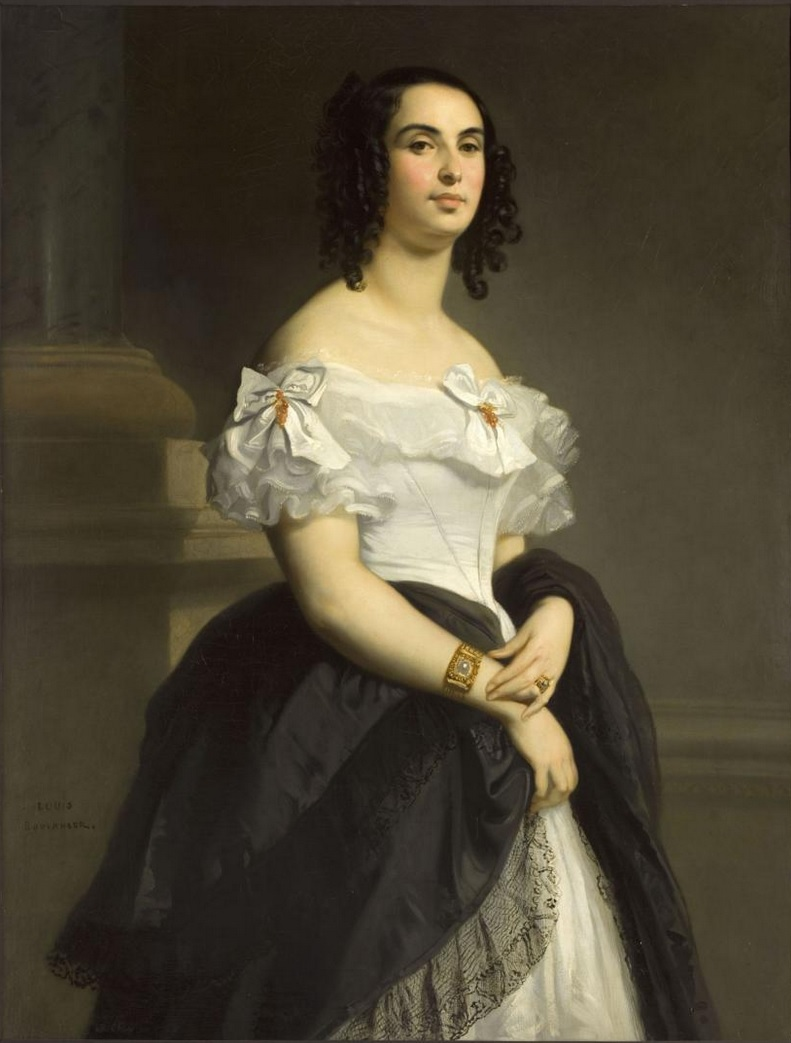
阿黛尔·福谢

1822年，雨果迎娶阿黛尔·福谢。他们在一起一共46年，直到她1868年8月去世。此时，雨果依然流亡在外，无法回来参加她在维勒基耶的葬礼，他们的女儿莱奥波尔迪娜也葬在那里。在1830到1837年间，阿黛尔与评论家、作家沙尔-奥古斯丁·圣伯夫有婚外情。

### 朱丽叶·德鲁埃
朱丽叶·德鲁埃从1833年2月到她1883年去世时一直追随雨果，但雨果在妻子1868年去世后没有再婚。雨果带她多次出行，朱丽叶也随他一同流放根西。雨果在他的欧特维尔故居旁边为她租了小屋。她常给雨果写情书，直到她75岁去世，将近50年来从未间断，写了将近两万封信。

### 莱奥妮·比亚尔
雨果和有夫之妇的莱奥妮·比亚尔（Léonie d'Aunet）纠缠在一起达7年之久。1845年7月5日，雨果在与她私通时被逮了正着。身为贵族院议员，雨果享有豁免权，得以全身而退，但情妇则在监狱待了2个月，在修道院待了6个月。分手数年后，雨果对她提供了经济支援。

### 拈花惹草
直到去世几周前，维克多·雨果风流不断，以至于他的传记人给不出一部完整的花边合辑。他利用自己的名望、财富和权力随心所欲地拈花惹草，无论是交际花、演员、妓女、真心仰慕者、少妇、中年妇女、女仆或是像路易斯·米歇尔這樣的革命家。雨果是个书写狂和色情狂，像塞缪尔·皮普斯，他使用自己独创的代码系统记录以掩人耳目。例如，他用拉丁语缩写（osc.：亲吻）和西班牙语（Misma. Mismas cosas：同样，同样的事）书写。同音异形异义字更加频繁：Seins（胸）写为Saint；Poële（火炉）实际指Poils（阴毛）。他也用类比来隐藏实情：女人的Suisses（瑞士）是她的胸，因为瑞士生产牛奶... 在与少女Laetitia约会后他只在日记里写下Joie（快乐）。如果他加上t.n.（toute nue，全裸）意味着她当面脱了。最后，缩写如1875年11月的S.B.可能指的是莎拉·伯恩哈特。

## 宗教思想

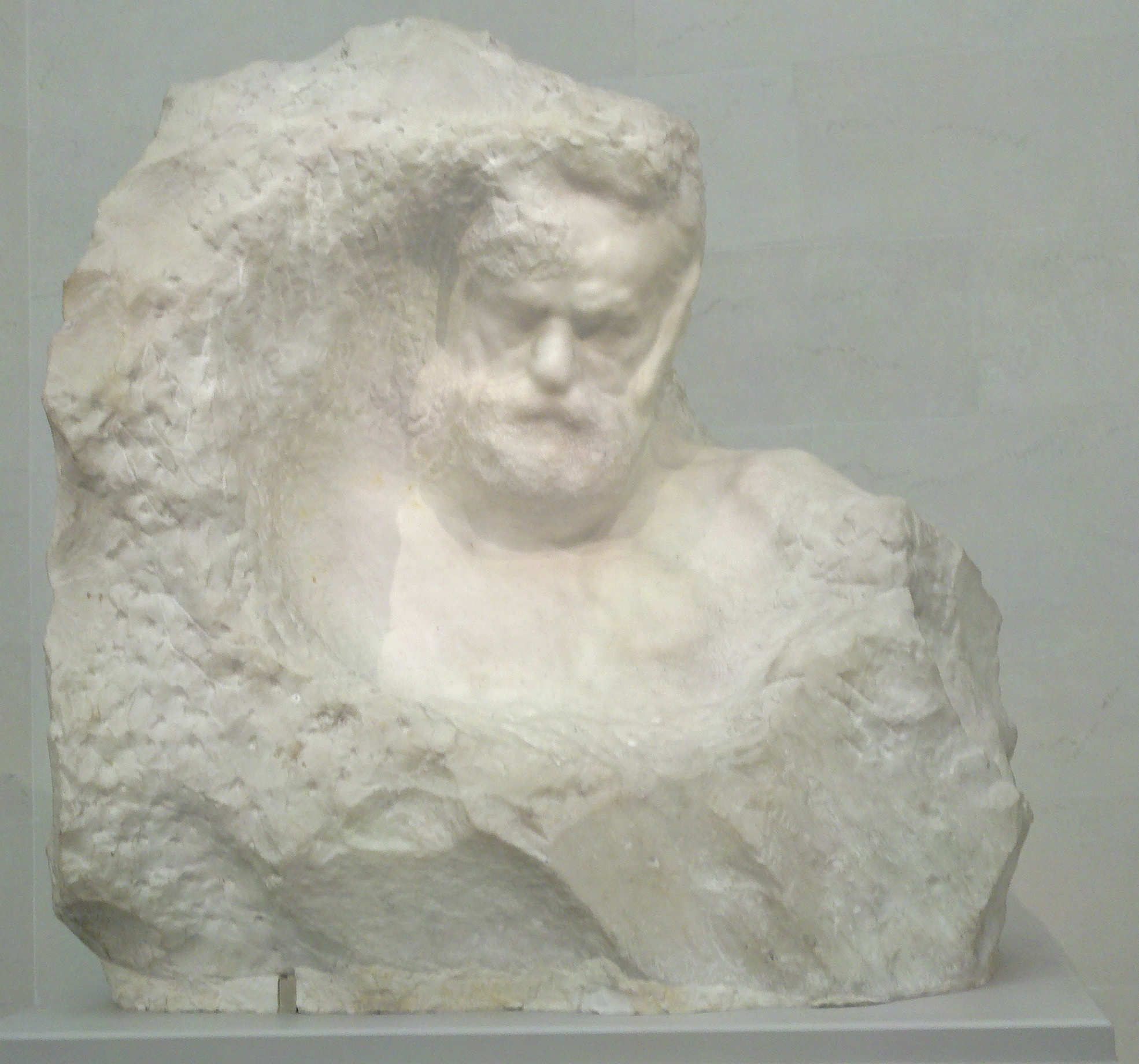
奥古斯特·罗丹刻雨果像

雨果的宗教观点在他一生中改变巨大。年轻时，受母亲影响，他认同自己是天主教徒，承认教会制度和权威。尔后，他成为冷淡教友，越来越多地发表反天主教和反教权主义观点。在流放时，他常常研习唯灵论（他常参加夫人主持的降神会），晚年，他转信伏尔泰的理智主义自然神论。1872年，人口普查问询雨果是否是天主教徒时，他回答：“不是，是自由思想者”。
1872年，雨果还是反感天主教会。他认为天主教对工人阶级的苦难、对王朝压迫无动于衷。另一可能是他对教会禁书十分不满。就天主教会对《悲惨世界》的批判，雨果数了740出。当雨果的儿子夏尔和弗朗索瓦-维克多去世时，他坚持墓地不要十架苦像，不叫神父。在遗嘱中，他也做出同样的要求。
不过，他相信來世，每天早晚都会祷告，在《笑面人》中，他写道：“感恩有翼，飞向正地。祷告比你更加识途”。"
雨果的理智主义可以在《托尔克马达》（1869年，宗教狂热主义），《教皇》（1878年，反教权主义），《宗教和宗教》（1880年，反对教会实用性），以及后世出版的《撒旦末日》和《神》（1886年和1891年，其中他将基督教比喻为狮鹫、理智主义为天使）。文森特·梵高将名言“宗教将会消失，但是上帝仍然存在”归于雨果，其实是儒勒·米什莱所言。

## 纪念

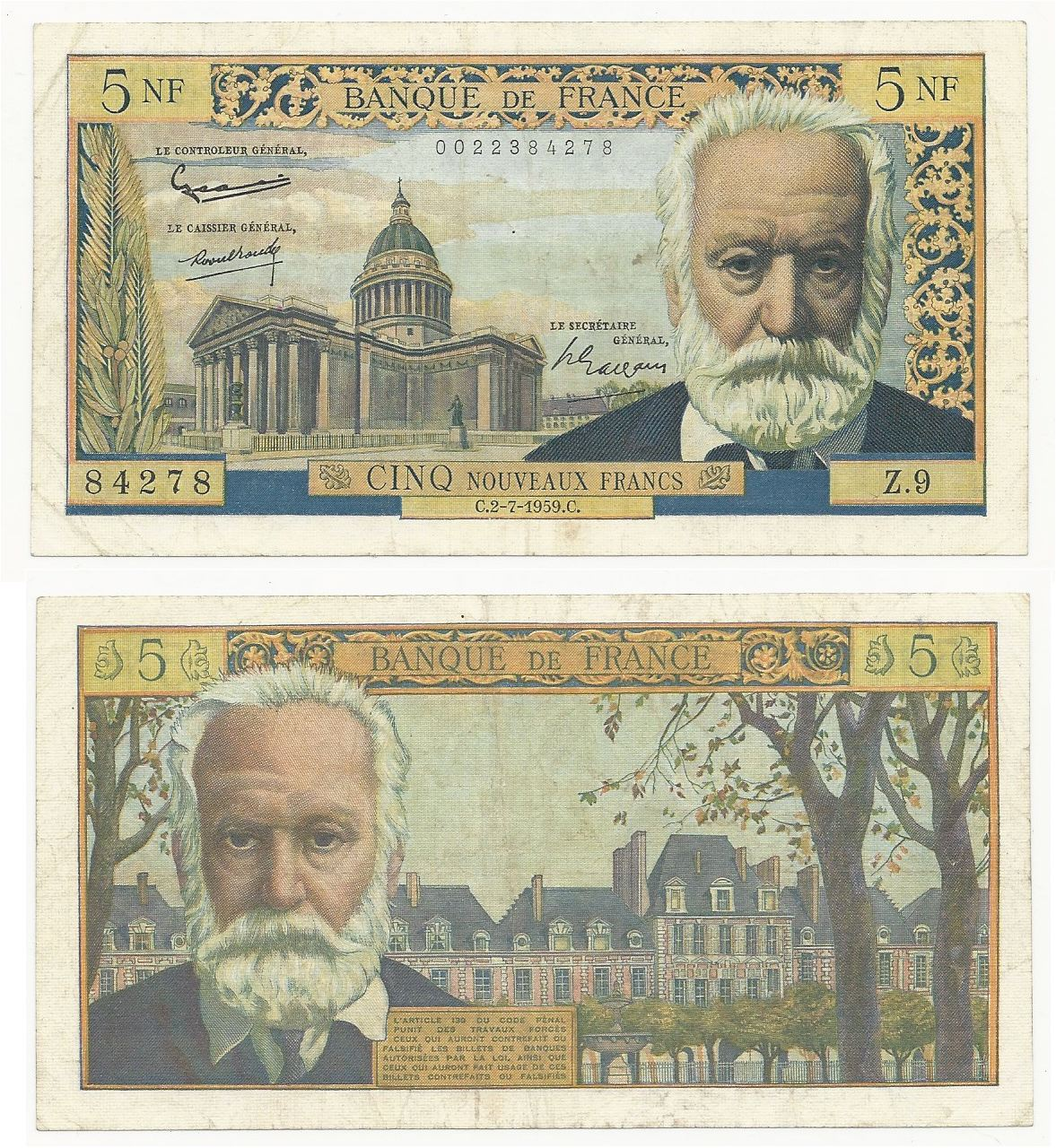
1959年法兰西银行发行的5法郎面值钞票。

1959年，法兰西银行为了纪念雨果，将其头像印刷在5法郎面值的纸币上。该纸币正面背景为其埋葬的先贤祠，背面背景为其生前居住过的孚日广场。
越南新兴宗教高台教尊雨果、孙中山和阮秉谦为“三圣”。

## 中文翻译
- 維克多‧雨果在中國最初的譯名為囂俄，中國的第一部雨果翻譯是1903年魯迅翻譯的《哀塵》（《随见录》Choses vues之節譯），譯者署名為庚辰，刊于《浙江潮》第5期，描寫一善良女子芳梯被一無賴少年頻那夜迦欺侮的故事[54]。
- 1903年，冷血译西余谷《游皮》
- 1910年，包天笑翻譯雨果的戲劇《Angelo》，譯名為《犧牲》（又稱《狄四娘》）。包天笑翻譯雨果作品還有《俠奴血》和《鐵窗紅淚記》。林紓曾譯過雨果的一部小說《雙雄義死錄》，雨果被他譯成預勾。
- 1912年，曾朴翻譯嚣俄《九三年》（1929年連載于上海《時報》，1913年有正书局出版，1931年再版）
- 1913年，高君平翻譯嚣俄《妙龄，赠彼姝也》
- 1914年，高君平翻譯嚣俄《夏之夜二章》
- 1914年，东亚病夫（曾朴）译《银瓶怨》（1930年真美善书店出版，又名《项日乐》，Angelo，現譯為《安日樂》）
- 1916年，雪生翻譯《缧绁盟心》（Claude Gueux）
- 1916年，曾樸翻譯嚣俄《枭欤》[55]（Lucrece Borgia，《呂克蘭斯鮑夏》）
- 1918年，周瘦鵑譯《貧民血》
- 1929年，邱韻鐸譯《死囚之末日》（上海現代書店出版）
- 1830年，曾樸翻譯《歐那尼》（Hernani，現譯為《艾那尼》）
- 1923年，俞忽譯《活冤孽》（1923年4月商務印書館出版）
- 1949年，陳敬容譯《巴黎聖母院》，1949年4月上海駱駝書店出版
- 李丹、方于夫婦從1958年至1984年翻譯《悲慘世界》，這是中國第一套《悲慘世界》全譯本，全部由人民文學出版社出齊（第一卷，1958年；第二卷，1959年；第三、四卷，1980年；第五卷，1984年）。

## 作品一覽

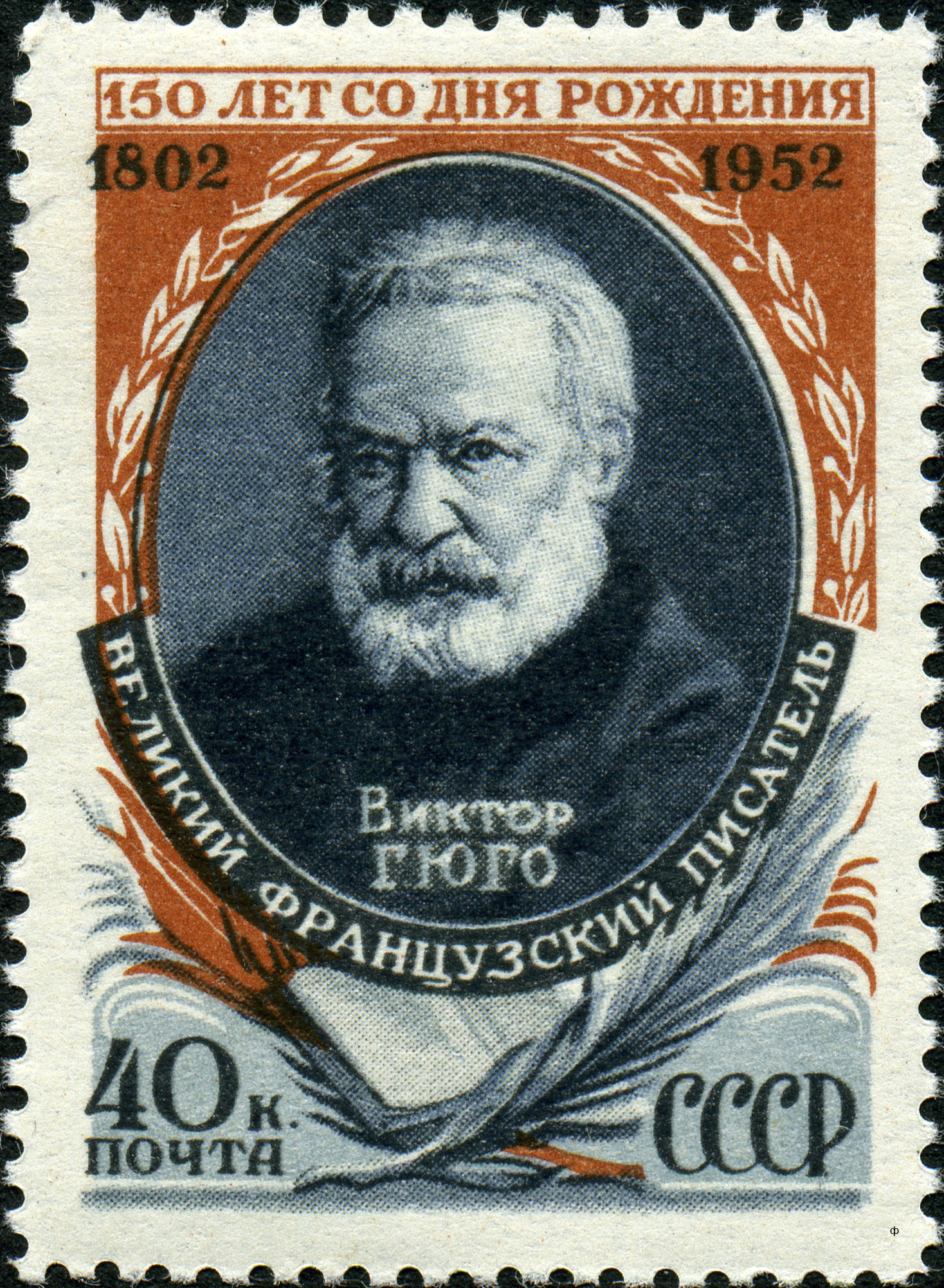
苏联邮票，1952年

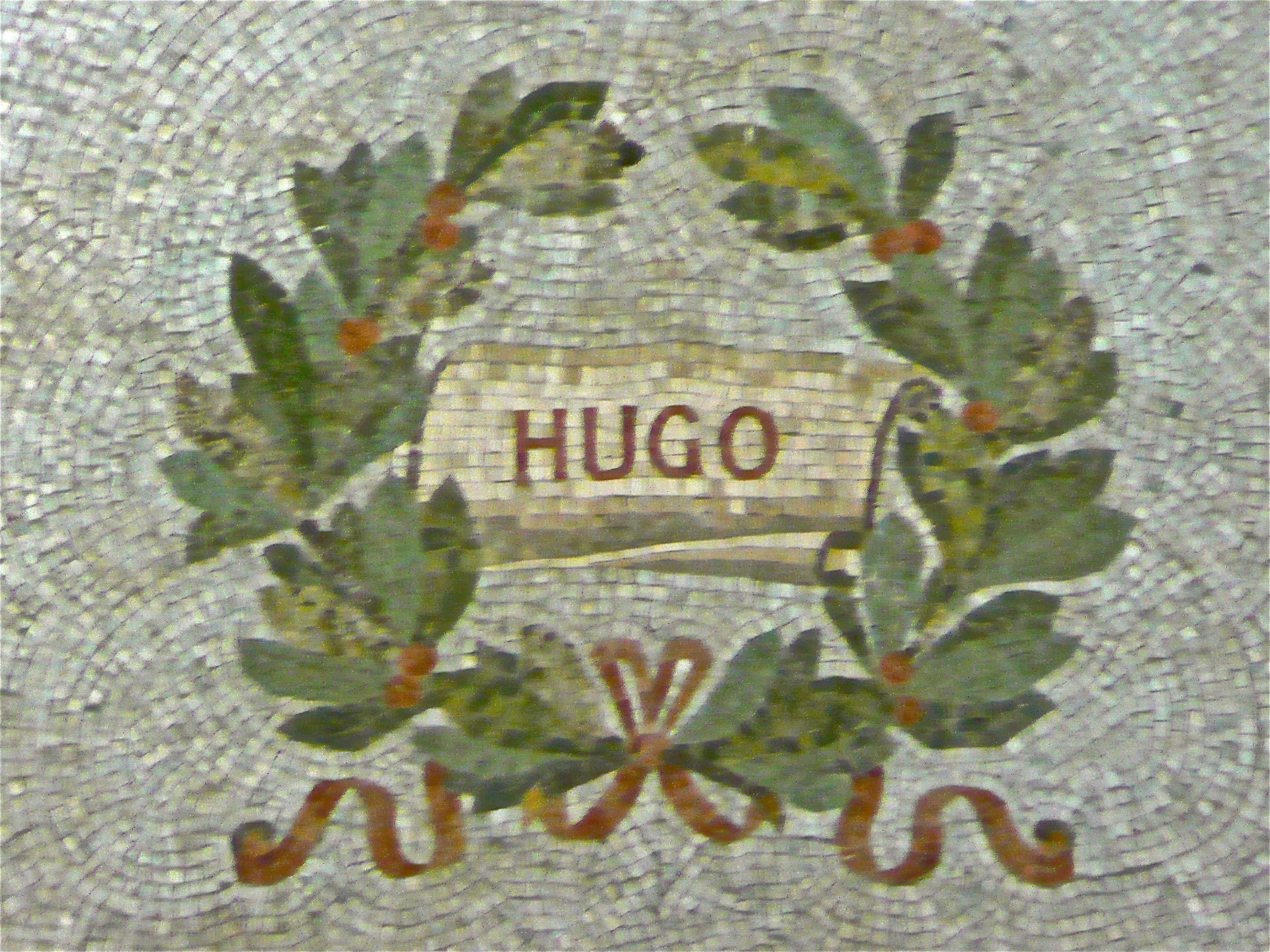
屋顶马赛克, 国会图书馆

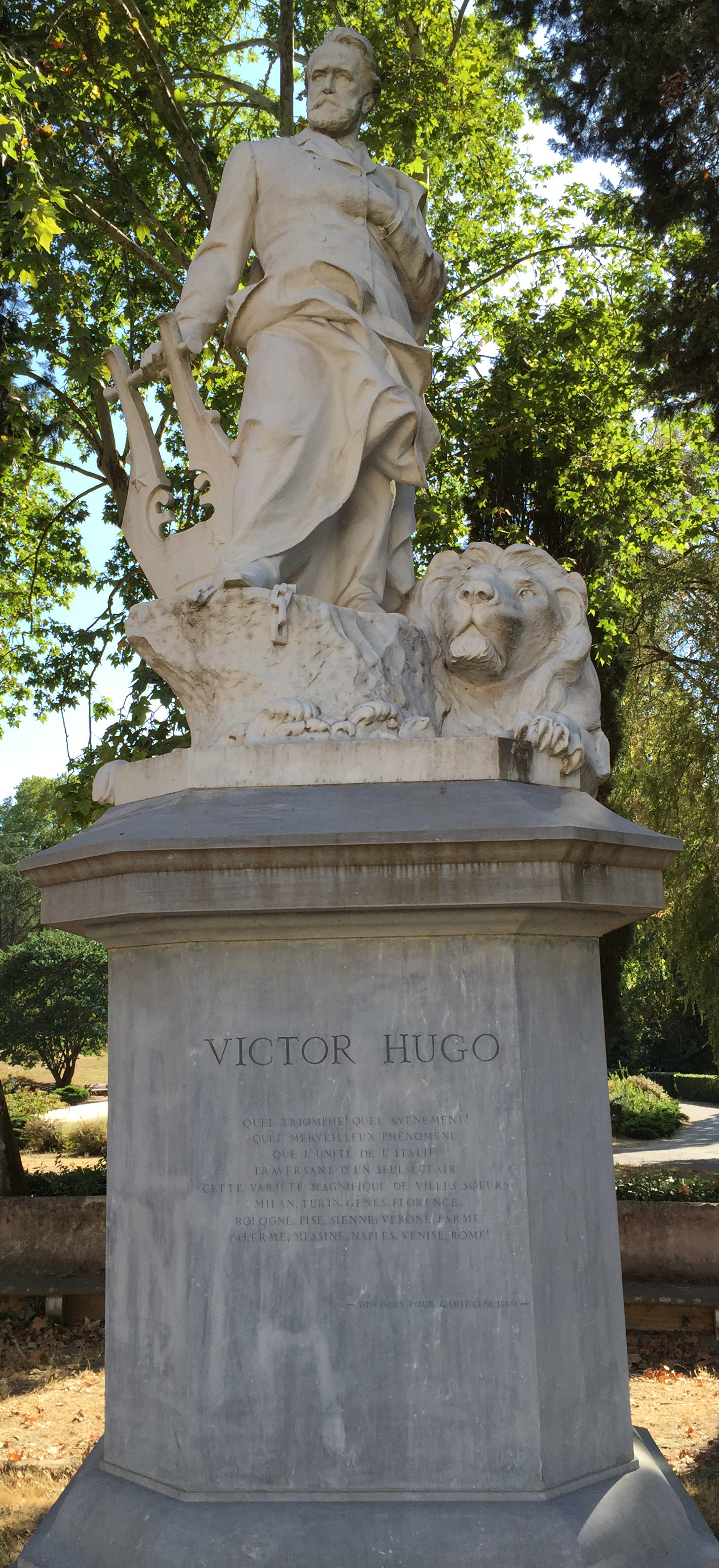
意大利雨果雕像

| 年     | 中文題目           | 原題 |
| ------ | ------------------ | ---- |
| 1822年 | 頌詩與雜詠集       |      |
| 1823年 | 冰島凶漢           |      |
| 1824年 | 頌詩集             |      |
| 1826年 | 比格·雅加爾        |      |
| 1826年 | 頌詩與歌謠         |      |
| 1827年 | 克伦威尔           |      |
| 1829年 | 東方詩集           |      |
| 1829年 | 一個死囚的末日     |      |
| 1830年 | 埃尔纳尼           |      |
| 1831年 | 鐘樓怪人           |      |
| 1831年 | 玛丽昂·德洛姆      |      |
| 1831年 | 秋葉集             |      |
| 1832年 | 國王尋樂           |      |
| 1833年 | 卢克雷齐娅·博尔贾  |      |
| 1833年 | 瑪麗·都鐸          |      |
| 1834年 | 米拉波研究         |      |
| 1834年 | 文學與哲學論文集   |      |
| 1834年 | 縲紲盟心           |      |
| 1835年 | 安日樂             |      |
| 1835年 | 微明之歌           |      |
| 1837年 | 心聲集             |      |
| 1838年 | 呂·布拉斯          |      |
| 1840年 | 光與影             |      |
| 1842年 | 萊茵河游記         |      |
| 1843年 | 衛戍官             |      |
| 1852年 | 小拿破侖           |      |
| 1853年 | 懲罰集             |      |
| 1855年 | 給路易·波拿巴的信  |      |
| 1856年 | 靜觀集             |      |
| 1859年 | 歷代傳說           |      |
| 1862年 | 悲慘世界           |      |
| 1864年 | 論威廉·莎士比亞    |      |
| 1865年 | 街與森林之歌       |      |
| 1866年 | 海上勞工           |      |
| 1867年 | 巴黎：巴黎指南前言 |      |
| 1869年 | 笑面人             |      |
| 1872年 | 凶年集             |      |
| 1874年 | 九三年             |      |
| 1874年 | 我的兒子們         |      |
| 1875年 | 言行錄：流亡以前   |      |
| 1875年 | 言行錄：流亡中     |      |
| 1876年 | 言行錄：流亡以後   |      |
| 1877年 | 歷代傳說 第2卷     |      |
| 1877年 | 祖父樂             |      |
| 1877年 | 罪惡史第1部        |      |
| 1878年 | 罪惡史第2部        |      |
| 1878年 | 教皇               |      |
| 1880年 | 宗教與信仰         |      |
| 1880年 | 驢子               |      |
| 1881年 | 靈台集             |      |
| 1882年 | 篤爾克瑪           |      |
| 1883年 | 歷代傳說 第3卷     |      |
| 1883年 | 英吉利海峽群島     |      |

## 画廊

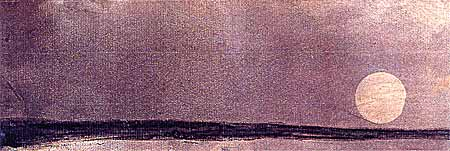
《暮光》[56]，泽西，1853–1855年
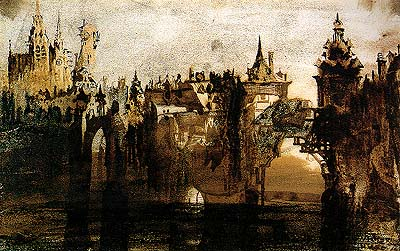
《镇子与摇晃的桥》[57]，1847年
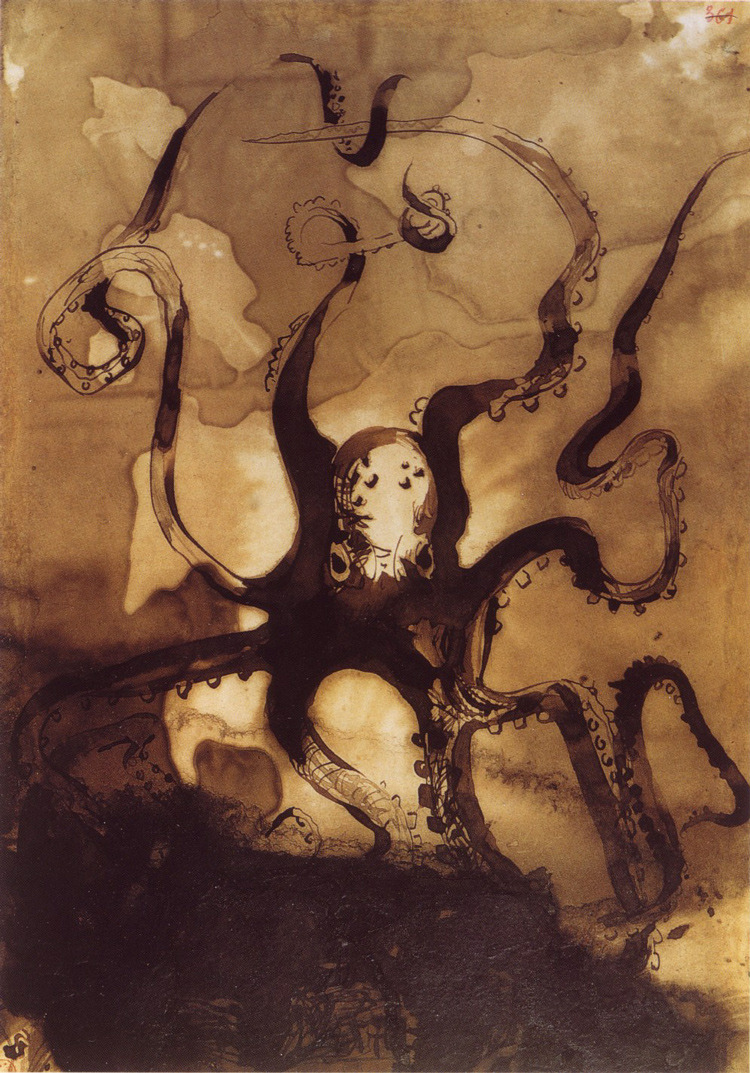
《章鱼与缩写V.H.》[58]，1866年
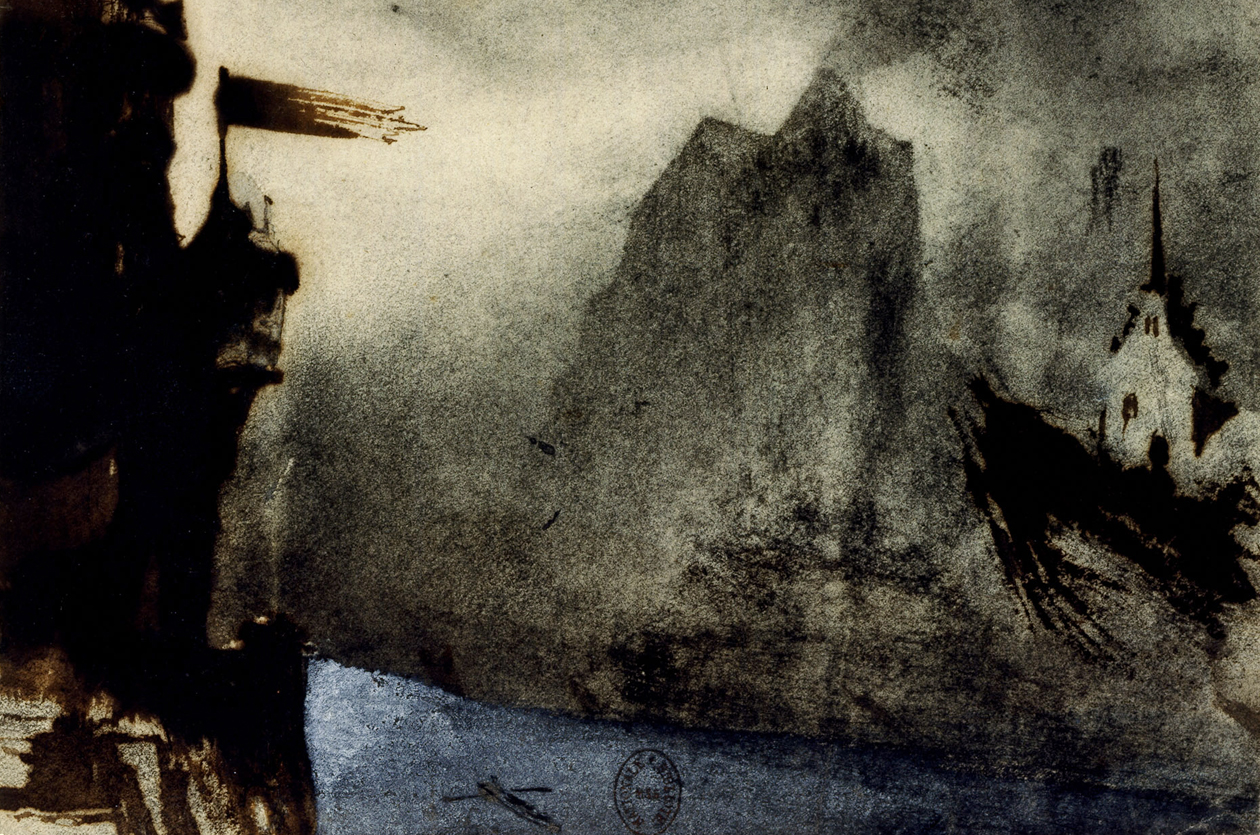
《想象之地的Ermitage石》
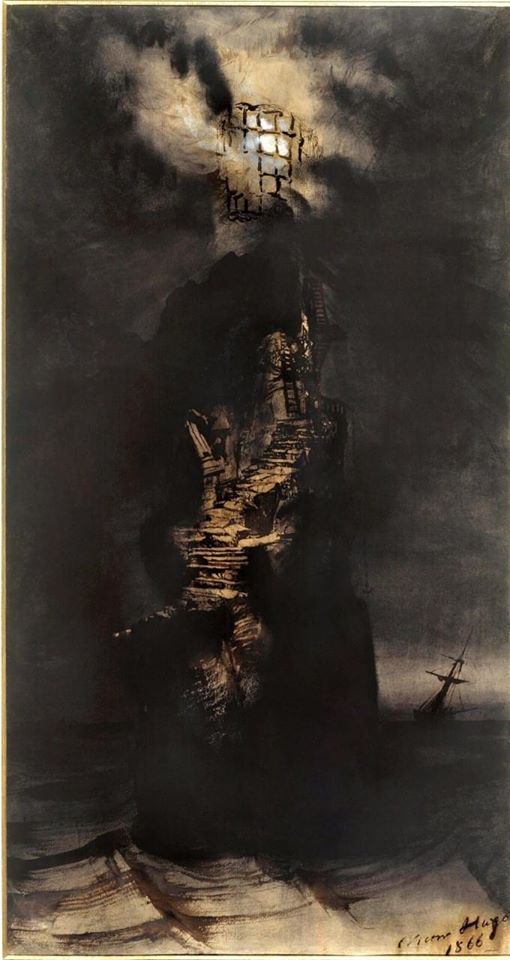
《灯塔》
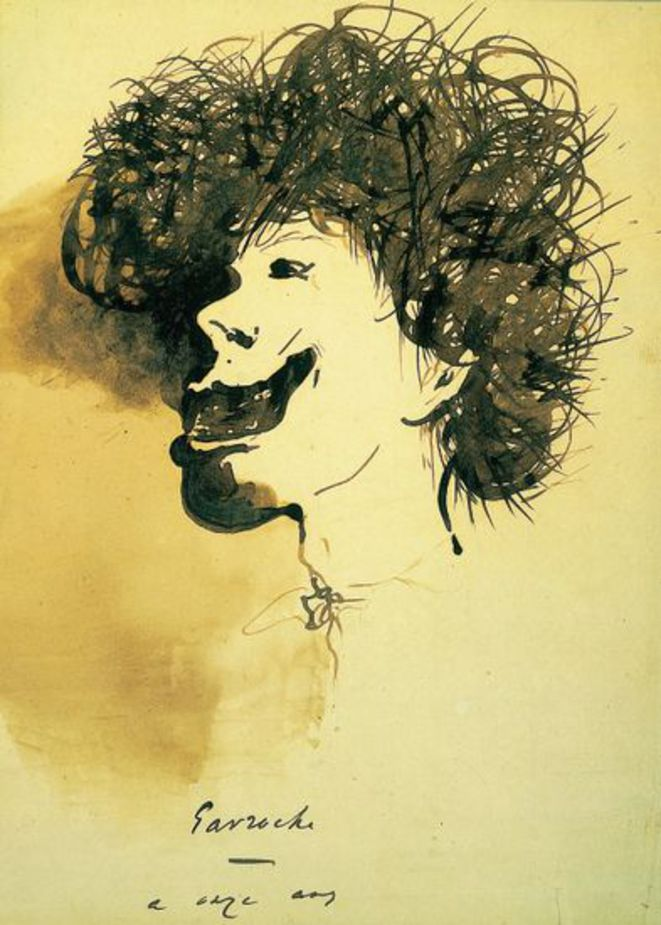
《加夫罗什十一岁》
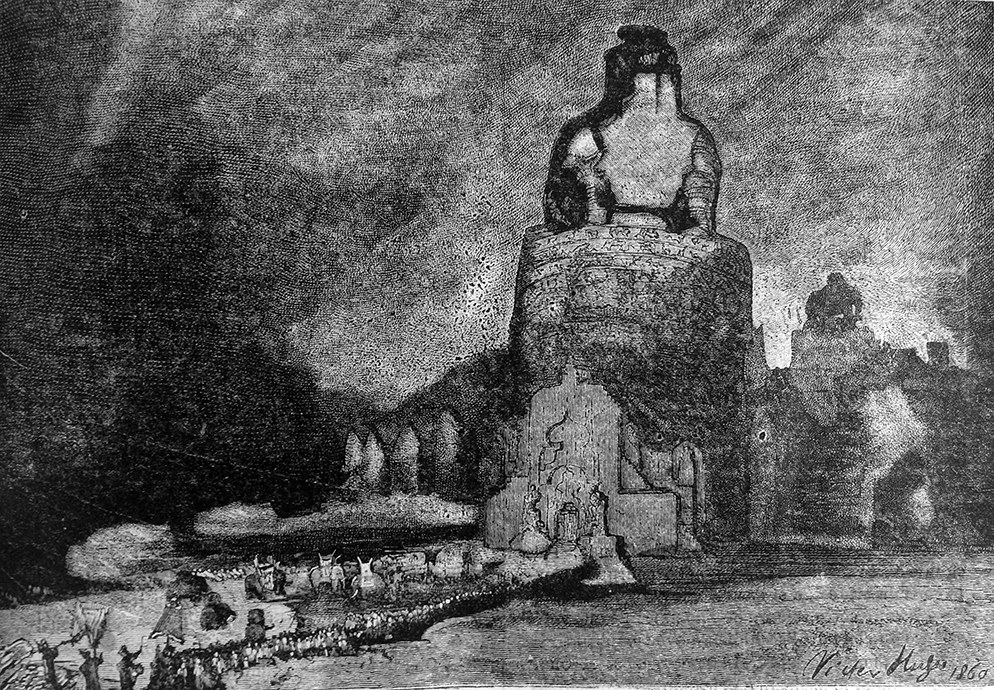
《东方》[62]，1860年
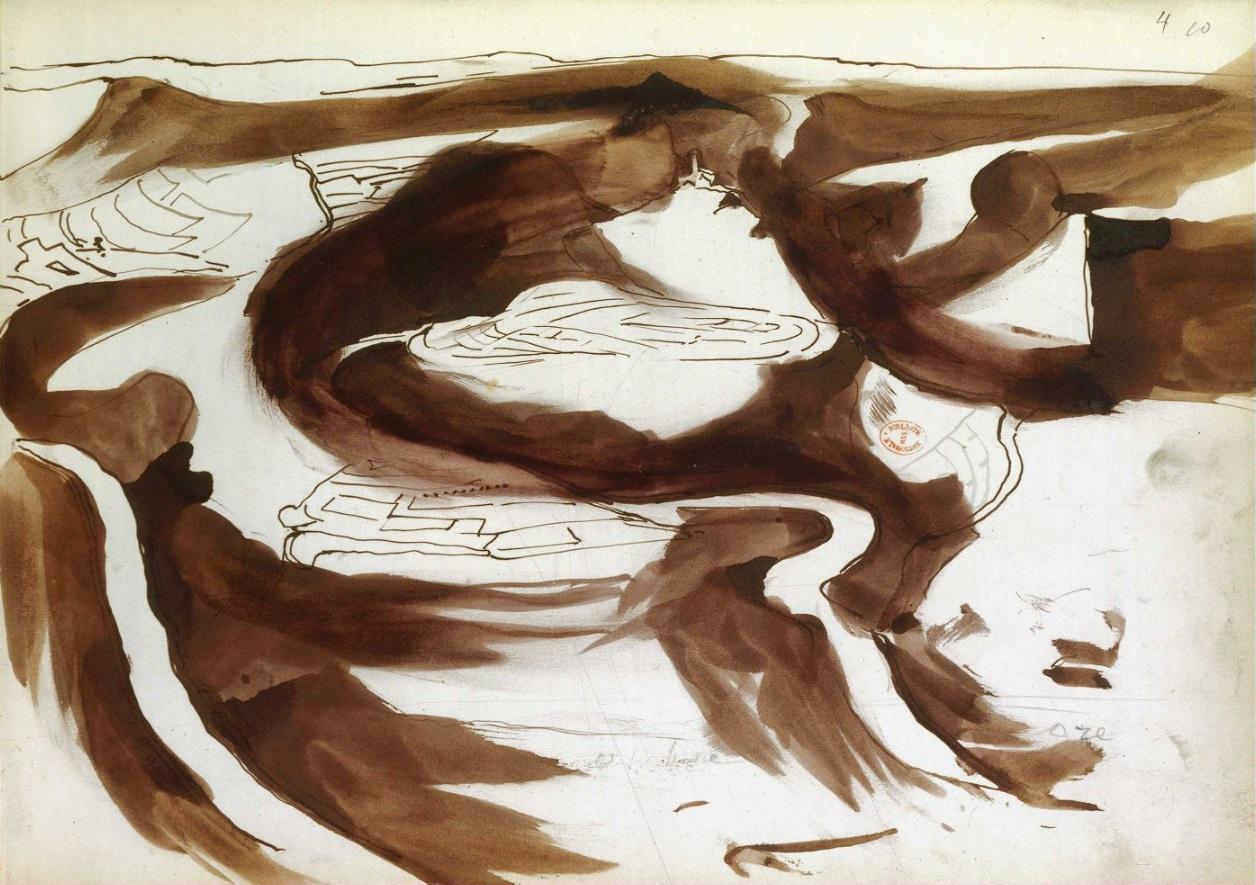
《河流》[63]，1871年

## 更多阅读
- Afran, Charles (1997). “Victor Hugo: French Dramatist” （页面存档备份，存于）. Website: Discover France. (Originally published in Grolier Multimedia Encyclopedia, 1997, v.9.0.1.) Retrieved November 2005.
- Azurmendi, Joxe, (1985). http://www.jakingunea.com/aldizkaria/artikulua/victor-hugo-euskal-herrian/1670 （页面存档备份，存于）, Jakin, 37: 137–166. Website: Jakingunea.
- Bates, Alfred (1906). “Victor Hugo” （页面存档备份，存于）. Website: Theatre History. (Originally published in The Drama: Its History, Literature and Influence on Civilization, vol. 9. ed. Alfred Bates. London: Historical Publishing Company, 1906. pp. 11–13.) Retrieved November 2005.
- Bates, Alfred (1906). “Hernani” （页面存档备份，存于）. Website: Theatre History. (Originally published in The Drama: Its History, Literature and Influence on Civilization, vol. 9. ed. Alfred Bates. London: Historical Publishing Company, 1906. pp. 20–23.) Retrieved November 2005.
- Bates, Alfred (1906). “Hugo's Cromwell” （页面存档备份，存于）. Website: Theatre History. (Originally published in The Drama: Its History, Literature and Influence on Civilization, vol. 9. ed. Alfred Bates. London: Historical Publishing Company, 1906. pp. 18–19.) Retrieved November 2005.
- Bittleston, Misha. "Drawings of Victor Hugo". Website: Misha Bittleston. Retrieved November 2005.
- Burnham, I.G. (1896). "Amy Robsart" （页面存档备份，存于）. Website: Theatre History. (Originally published in Victor Hugo: Dramas. Philadelphia: The Rittenhouse Press, 1896. pp. 203–6, 401–2.) Retrieved November 2005.
- Columbia Encyclopedia, 6th Edition (2001–05). "Hugo, Victor Marie, Vicomte". Website: Bartleby, Great Books Online. Retrieved November 2005. Retrieved November 2005.
- Haine, W. Scott (1997). "Victor Hugo". Encyclopedia of 1848 Revolutions. Website: Ohio University. Retrieved November 2005.
- Karlins, N.F. (1998). "Octopus With the Initials V.H." （页面存档备份，存于） Website: ArtNet. Retrieved November 2005.
- Liukkonen, Petri (2000). Petri Liukkonen. "Victor Hugo". Books and Writers
- Meyer, Ronald Bruce (2004). .   [2017-03-27]. （原始内容存档于2006-05-08）.. Website: Ronald Bruce Meyer. Retrieved November 2005.
- Portasio, Manoel (2009). "" （页面存档备份，存于）. Website: Sir William Crookes Spiritist Society. (Portuguese) Retrieved August 2010.
- Robb, Graham (1997). "A Sabre in the Night" （页面存档备份，存于）. Website: The New York Times (Books). (Excerpt from Graham, Robb (1997). Victor Hugo: A Biography. New York: W.W. Norton & Company.) Retrieved November 2005.
- Roche, Isabel (2005). "Victor Hugo: Biography". Meet the Writers. Website: Barnes & Noble. (From the Barnes & Noble Classics edition of The Hunchback of Notre Dame, 2005.) Retrieved November 2005.
- Schneider, Maria do Carmo M (2010). http://www.miniweb.com.br/Literatura/Artigos/imagens/victor_hugo/face_oculta.pdf （页面存档备份，存于）. Website: MiniWeb Educacao. (Portuguese) Retrieved August 2010.
- State Library of Victoria (2014). "Victor Hugo:  – From Page to Stage". Website: Retrieved July 2014.
- Uncited author. "Victor Hugo" （页面存档备份，存于）. Website: Spartacus Educational. Retrieved November 2005.
- Uncited author. "Timeline of Victor Hugo" （页面存档备份，存于）. Website: BBC. Retrieved November 2005.
- Uncited author. (2000–2005). "Victor Hugo" （页面存档备份，存于）. Website: The Literature Network. Retrieved November 2005.
- Uncited author. "Hugo Caricature". Website: Présence de la Littérature a l'école. Retrieved November 2005.
- Barbou, Alfred (1882). Victor Hugo and His Times. University Press of the Pacific: 2001 paper back edition. ISBN 0-89875-478-X
- Barnett, Marva A., ed. (2009). Victor Hugo on Things That Matter: A Reader. New Haven, Connecticut: Yale University Press. ISBN 0-300-12245-4
- Brombert, Victor H. (1984). Victor Hugo and the Visionary Novel. Boston: Harvard University Press. ISBN 0-674-93550-0
- Davidson, A.F. (1912). Victor Hugo: His Life and Work. University Press of the Pacific: 2003 paperback edition. ISBN 1-4102-0778-1
- Dow, Leslie Smith (1993). . Fredericton: Goose Lane Editions. ISBN 0-86492-168-3
- Falkayn, David (2001). Guide to the Life, Times, and Works of Victor Hugo. University Press of the Pacific. ISBN 0-89875-465-8
- Feller, Martin (1988).  Marburg: Doctoral Dissertation.
- Frey, John Andrew (1999). A Victor Hugo Encyclopedia. Greenwood Press. ISBN 0-313-29896-3
- Grant, Elliot (1946). The Career of Victor Hugo. Harvard University Press. Out of print.
- Halsall, A.W. et al. (1998). Victor Hugo and the Romantic Drama. University of Toronto Press. ISBN 0-8020-4322-4
- Hart, Simon Allen (2004). Lady in the Shadows: The Life and Times of Julie Drouet, Mistress, Companion and Muse to Victor Hugo. Publish American. ISBN 1-4137-1133-2
- Houston, John Porter (1975). Victor Hugo. New York: Twayne Publishers. ISBN 0-8057-2443-5
- Hovasse, Jean-Marc (2001), . Paris: Fayard. ISBN 2-213-61094-0
- Hovasse, Jean-Marc (2008), . Paris: Fayard. ISBN 2-213-62078-4
- Ireson, J.C. (1997). Victor Hugo: A Companion to His Poetry. Clarendon Press. ISBN 0-19-815799-1
- Maurois, Andre (1956). Olympio: The Life of Victor Hugo. New York: Harper & Brothers.
- Maurois, Andre (1966). Victor Hugo and His World. London: Thames and Hudson. Out of print.
- O'Neill, J (编). . New York: Metropolitan Museum of Art. 2000  [2017-03-27]. （原始内容存档于2017-03-29）. (contains information on Hugo's drawings)
- Robb, Graham (1997). Victor Hugo: A Biography. W.W. Norton & Company: 1999 paperback edition. ISBN 0-393-31899-0, (description/reviews at wwnorton.com)

### 在线作品
- 维克多·雨果的作品  - 古騰堡計劃
- 互联网档案馆中维克多·雨果的作品或与之相关的作品
- 來自维克多·雨果的LibriVox公共領域有聲讀物
- 开放图书馆中维克多·雨果的著作
- http://poemsintranslation.blogspot.com/2009/06/victor-hugo-at-dawn-tomorrow-from.html （页面存档备份，存于）
- Translation of Victor Hugo note found in Hunchback of Notre Dame, french edition （页面存档备份，存于）
- – at athena.unige.ch （法文）
- Translation of The legend of Victor Hugo by Paul Lafargue （页面存档备份，存于）
- The Century Was Two Years Old : Victor Hugo The Lilly Library, Bloomington IN